# روجر دوبسون
روجر دوبسون (بالإنجليزية: Roger Dobson)‏ هو صحفي وكاتب بريطاني، ولد في 1954، وتوفي في 2013.